# Теорія Галуа
Теорія Галуа — розділ алгебри, що вивчає зв'язок між розширенням полів (зокрема полями розкладу многочленів) і групами автоморфізмів у полях. Історично початок теорії поклали дослідження Евариста Галуа щодо розв'язності многочленів у радикалах де він використовував поняття груп перестановок коренів многочлена.

## Застосування до класичних задач
Теорія Галуа дає єдиний елегантний підхід до рішення таких класичних задач як
1. Які фігури можна побудувати циркулем і лінійкою?
2. Які алгебраїчні рівняння розв'язуються за допомогою стандартних операцій алгебри (додавання, віднімання, множення, ділення і обчислення кореня)?

## Симетрії коренів
Симетрії коренів — перестановки на множині коренів многочлена, для якого будь-якому алгебраїчному рівнянню з раціональними коефіцієнтами, якому задовольняють корені, задовольняють і перестановки коренів.

### Приклад: квадратне рівняння
У многочлена другого степеня a x² + b x + c є два корені x1 і x2, симетричні щодо точки x=-b/2a.  Можливі два варіанти:
- Якщо ці корені раціональні, то рівнянню x-x1=0 задовольняє тільки один корінь, і група рівняння тривіальна.
- Якщо корені ірраціональні, то група містить один нетривіальний елемент x1⇔x2, і ізоморфна {\displaystyle \mathbb {Z} /2\mathbb {Z} }.

### Складніший приклад
Розглянемо тепер многочлен (x2−5)2−24.
Його корені: {\displaystyle a={\sqrt {2}}+{\sqrt {3}},b={\sqrt {2}}-{\sqrt {3}},c=-{\sqrt {2}}+{\sqrt {3}},d=-{\sqrt {2}}-{\sqrt {3}}}.
Існує 4!=24 різних перестановки коренів цього рівняння, але не всі вони є симетріями. Елементи групи Галуа повинні зберігати будь-які рівняння алгебри з раціональними коефіцієнтами.  
Одне з таких рівнянь - a+d=0.  Оскільки a+c≠0, перестановка a→a, b→b, c→d, d→c не входить до групи Галуа.
Крім того, можна помітити, що (a+b)²=8, але (a+c)²=12.  Тому перестановка a→a, b→c, c→b, d→d не входить до групи.
Остаточно можна одержати, що група Галуа многочлена складається з чотирьох перестановок:
(a, b, c, d) → (a, b, c, d)
(a, b, c, d) → (c, d, a, b)
(a, b, c, d) → (b, a, d, c)
(a, b, c, d) → (d, c, b, a)
і є 4-групою Клейна, ізоморфною {\displaystyle (\mathbb {Z} /2\mathbb {Z} )\times (\mathbb {Z} /2\mathbb {Z} )}.

## Формулювання в термінах теорії полів
Теорія полів дає загальніше визначення групи Галуа. При сучасному підході до теорії Галуа основними об'єктами вивчення є скінченні розширення поля K та групи автоморфізмів на L/K (тобто ізоморфізмів α: L → L для яких α(x) = x для всіх x з поля K). Дана група ізоморфізмів також називається групою Галуа. Якщо розширення поля є розширенням Галуа (тобто скінченним, нормальним і сепарабельним) то існує взаємно-однозначна відповідність між підгрупами групи Галуа і полями, такими, що  K ⊆ E ⊆ L.
Для довільного многочлена f над полем K, поле розкладу L цього многочлена є розширенням Галуа поля K, тож можна визначити його групу Галуа. Оскільки будь-який автоморфізм α з цієї групи залишає незмінними елементи поля K, а також α(0) = 0, то 0=α(f(x1))=α(f(x2)), де x1 — деякий корінь рівняння f, а x2 = α(x1). Отже кожен автоморфізм на L/K переводить корені рівняння в корені рівняння і відповідно визначає перестановку на множині цих коренів. Навпаки кожна перестановка на множині коренів рівняння визначає автоморфізм на L/K. Ці властивості показують зв'язок між класичною і сучасною теорією Галуа. 
У класичній теорії Галуа як основне поле використовується поле раціональних чисел {\displaystyle \mathbb {Q} }.

## Розв'язні групи і рішення рівнянь у радикалах
Корені алгебраїчного рівняння P(x)=0 виражаються в радикалах тоді і тільки тоді, коли група рівняння розв'язна.
Існують многочлени n- го степеня над полем раціональних чисел група Галуа яких ізоморфна симетричній групі Sn, тобто складається зі всіх можливих перестановок. Оскільки групи Sn при n>4 не є розв'язною, існують многочлени степеня n, корені яких не можна записати у вигляді радикалів — теорема Абеля—Руффіні.
Наприклад якщо многочлен незвідний над полем раціональних чисел, його степінь — просте число p і p-2 корені цього многочлена є дійсними то його група Галуа ізоморфна Sn. Прикладом такого многочлена є зокрема: {\displaystyle f(x)=x^{5}-6x+3}

### Українською
1. Дрозд Ю. А. (1997). Теорія Галуа (PDF). Київ: РВЦ “Київський університет„. ISBN 966-594-022-8. (укр.)
2. Е. Артін (1963). Теорія Галуа. пер. з нім. В.А. Вишенського. Київ: Радянська школа. с. 98. (укр.)
3. Николайчук, Ярослав Миколайович (2012). Коди поля Галуа : теорія та застосування. Тернограф. с. 576. ISBN 978-966-457-135-4. Архів оригіналу за 19 грудня 2021. Процитовано 19 грудня 2021.

### Іншими мовами
1. Robert B. Ash (2006). Basic Abstract Algebra: For Graduate Students and Advanced Undergraduates. Dover Books on Mathematics. ISBN 978-0486453569. Архів оригіналу за 27 вересня 2021. Процитовано 22 січня 2022. (Chapter 6: Galois Theory) (англ.)
2. Ian Stewart (1989). Galois Theory. Chapman and Hall. ISBN 0-412-34550-1. (англ.)
3. Jörg Bewersdorff (2006). Galois Theory for Beginners: A Historical Perspective. American Mathematical Society. ISBN 0-8218-3817-2. (англ.)
4. Howie, John Mackintosh (2006), Fields and Galois Theory, London: Springer, ISBN 1852339861 . (англ.)
5. Jean-Pierre Tignol. Galois' Theory Of Algebraic Equations. — World Scientific Publishing Company, 2001. — 348 с. — ISBN 978-9810245412. (англ.)
6. Ван дер Варден Б. Л. Алгебра. — Москва : Наука, 1975. — 623 с. — ISBN 5-8114-0552-9.(рос.)
7. Постников М. М. Теория Галуа. — М.: Фізматгиз, 1963. (рос.)